# Heinrich Balcz
Heinrich Balcz (* 17. Juni 1898 in Wien; † 1944 in Jugoslawien) war ein österreichischer Ägyptologe.

## Leben
Balcz studierte an der Universität Wien Ägyptologie und wurde 1925 bei Hermann Junker promoviert. Anschließend war er dessen Assistent an der Universität Wien. 1931/32 war er wissenschaftlicher Referent an der Abteilung Kairo des Deutschen Archäologischen Instituts. Danach war er als Hochschulassistent an der Universität Wien tätig, wo er 1934 habilitiert und im Mai 1940 zum außerordentlichen außerplanmäßigen Professor ernannt wurde. Balcz nahm an den Grabungen von Merimde, Hermopolis Magna und Theben teil. 1938 gab er mit Egon von Komorzynski die Monatszeitschrift Archiv für ägyptische Archäologie heraus, die jedoch nur ein Jahr erschien. Er beantragte am 14. August 1940 die Aufnahme in die NSDAP und wurde zum 1. Oktober desselben Jahres aufgenommen (Mitgliedsnummer 8.456.675). 1942 wurde er zum Kriegsdienst eingezogen und fiel 1944.

## Veröffentlichungen (Auswahl)
- Die aegyptische Wandgliederung. Ein Beitrag zur frühägyptischen Baugeschichte. Dissertation, Universität Wien 1924 (Digitalisat der ungedruckten maschinenschriftlichen Fassung).
- Die altägyptische Wandgliederung. In: Mitteilungen des Deutschen Instituts für Ägyptische Altertumskunde in Kairo. (MDIAAK)[3] Band 1, 1930, S. 38–92.
- Die Religion der Alten Ägypter. In: Die Religionen der Erde in Einzeldarstellungen (= Wissenschaft und Kultur. 2, ZDB-ID 977509-2). Deuticke, Leipzig u. a. 1929, S. 41–62.
- Die Gefäßdarstellungen des Alten Reiches. In: Mitteilungen des Deutschen Instituts für Ägyptische Altertumskunde in Kairo. (MDIAAK) Band 3, 1932, S. 50–114 und Band 4, 1933, S. 19–36, 207–227 und Band 5, 1934, S. 45–94, (= Habilitationsschrift).